# Kristýna Plíšková
Kristýna Plíšková (Louny, 21 maart 1992) is een tennisspeelster uit Tsjechië. Op vijfjarige leeftijd begon zij met tennis. Haar favoriete ondergrond is gravel. Zij speelt linkshandig en heeft een tweehandige backhand.
Haar tweelingzus Karolína Plíšková speelt ook tennis in het WTA-circuit; die is rechtshandig.

## Loopbaan
Kristýna Plíšková speelde haar eerste WTA-toernooi in 2007 in Praag, met een wildcard. Een jaar eerder mocht zij via een wildcard al in Praag meespelen in het kwalificatietoernooi. In 2010 schreef zij het ITF-toernooi van Kurume (Japan) op haar naam, en ook de meisjesenkelspeltitel van Wimbledon in 2010.
Tot op heden(augustus 2022) bezit Plíšková negen ITF-titels in het enkelspel en acht in het dubbelspel. Samen met tweelingzus Karolína won zij in 2013 en 2014 drie WTA-titels in het vrouwendubbelspel. In 2018 won zij het toernooi van Chicago met de Duitse Mona Barthel.
In september 2016 veroverde Plíšková haar eerste WTA-titel in het enkelspel, op het toernooi van Dalian. Drie weken later volgde de tweede, op het toernooi van Tasjkent.
Op Roland Garros 2021 bereikte zij, samen met haar zus, de kwartfinale in het dubbelspel.

## Persoonlijk
Kristýna Plíšková is getrouwd met voetballer Dávid Hancko.

## Posities op deWTA-ranglijst
Positie per einde seizoen:
| jaar | rang enkelspel | rang dubbelspel |
| ---- | -------------- | --------------- |
| 2007 | 861            | 917             |
| 2008 | 753            | –               |
| 2009 | 506            | –               |
| 2010 | 227            | 382             |
| 2011 | 179            | 142             |
| 2012 | 110            | 101             |
| 2013 | 121            | 85              |
| 2014 | 123            | 71              |
| 2015 | 113            | 194             |
| 2016 | 61             | 185             |
| 2017 | 61             | 74              |
| 2018 | 97             | 115             |
| 2019 | 66             | 54              |
| 2020 | 69             | 49              |
| 2021 | 146            | 139             |

## Resultaten grandslamtoernooien
| Legenda | Legenda                          |
| ------- | -------------------------------- |
| g.t.    | geen toernooi gehouden           |
| l.c.    | lagere categorie                 |
| –       | niet deelgenomen                 |
| G       | uitgeschakeld in de groepsfase   |
| 1R      | uitgeschakeld in de eerste ronde |
| 2R      | uitgeschakeld in de tweede ronde |
| 3R      | uitgeschakeld in de derde ronde  |
| 4R      | uitgeschakeld in de vierde ronde |
| KF      | uitgeschakeld in de kwartfinale  |
| HF      | uitgeschakeld in de halve finale |
| F       | de finale verloren               |
| W       | het toernooi gewonnen            |
| w-v     | winst/verlies-balans             |

### Enkelspel
| toernooi        | 2011 | 2012 | 2013 | 2014 | 2015 | 2016 | 2017 | 2018 | 2019 | 2020 | 2021 |
| --------------- | ---- | ---- | ---- | ---- | ---- | ---- | ---- | ---- | ---- | ---- | ---- |
| Australian Open | –    | –    | 2R   | –    | –    | 2R   | 3R   | 1R   | 2R   | 1R   | 1R   |
| Roland Garros   | –    | –    | 1R   | –    | –    | 1R   | 1R   | 1R   | 1R   | 2R   | 1R   |
| Wimbledon       | 1R   | 2R   | 1R   | 1R   | 3R   | 1R   | 2R   | 1R   | 1R   | g.t. | 2R   |
| US Open         | –    | 2R   | –    | 1R   | –    | –    | 2R   | 1R   | 2R   | 1R   | 2R   |

### Vrouwendubbelspel
| Australian Open | –  | –  | –  | 3R | 2R | 1R   | 2R |
| Roland Garros   | –  | 1R | 2R | 2R | –  | 3R   | KF |
| Wimbledon       | –  | 1R | 1R | 1R | –  | g.t. | –  |
| US Open         | 1R | 1R | –  | 1R | –  | –    | –  |

## Palmares
| Legenda                 |
| ----------------------- |
| Grandslamtoernooi       |
| Olympische Spelen       |
| Year-End Championships  |
| Premier Mandatory       |
| Premier Five / WTA 1000 |
| Premier / WTA 500       |
| International / WTA 250 |
| Challenger / WTA 125    |

### WTA-finaleplaatsen enkelspel
| nr.              | finale     | toernooi     | ondergrond | tegenstandster | score               |         |
| ---------------- | ---------- | ------------ | ---------- | -------------- | ------------------- | ------- |
| gewonnen finales |            |              |            |                |                     |         |
| 1.               | 2016-09-11 | WTA Dalian   | hardcourt  | Misa Eguchi    | 7-5, 4-6, 2-5, opg. | details |
| 2.               | 2016-10-01 | WTA Tasjkent | hardcourt  | Nao Hibino     | 6-3, 2-6, 6-3       | details |
| verloren finales |            |              |            |                |                     |         |
| 1.               | 2017-05-06 | WTA Praag    | gravel     | Mona Barthel   | 6-2, 5-7, 2-6       | details |

### WTA-finaleplaatsen vrouwendubbelspel
| nr.              | finale     | toernooi              | ondergrond    | partner           | tegenstandsters                        | score             |         |
| ---------------- | ---------- | --------------------- | ------------- | ----------------- | -------------------------------------- | ----------------- | ------- |
| gewonnen finales |            |                       |               |                   |                                        |                   |         |
| 1.               | 2013-10-13 | WTA Linz              | hardcourt (i) | Karolína Plíšková | Gabriela Dabrowski Alicja Rosolska     | 7-6, 6-4          | details |
| 2.               | 2014-07-13 | WTA Bad Gastein       | gravel        | Karolína Plíšková | Andreja Klepač María Teresa Torró Flor | 4-6, 6-3, [10-6]  | details |
| 3.               | 2014-09-14 | WTA Hongkong          | hardcourt     | Karolína Plíšková | Patricia Mayr Arina Rodionova          | 6-2, 2-6, [12-10] | details |
| 4.               | 2018-09-08 | WTA Chicago           | hardcourt     | Mona Barthel      | Asia Muhammad Maria Sanchez            | 6-3, 6-2          | details |
| 5.               | 2019-03-02 | WTA Indian Wells 125K | hardcourt     | Jevgenia Rodina   | Taylor Townsend Yanina Wickmayer       | 7-6, 6-4          | details |
| 6.               | 2019-07-21 | WTA Boekarest         | gravel        | Viktória Kužmová  | Jaqueline Cristian Elena Gabriela Ruse | 6-4, 7-6          | details |
| 7.               | 2020-08-16 | WTA Praag             | gravel        | Lucie Hradecká    | Monica Niculescu Raluca Olaru          | 6-2, 6-2          | details |
| verloren finales |            |                       |               |                   |                                        |                   |         |
| 1.               | 2013-07-14 | WTA Palermo           | gravel        | Karolína Plíšková | Kristina Mladenovic Katarzyna Piter    | 1-6, 7-5, [8-10]  | details |